# 加沙戰爭停火協議
2025年1月15日，以色列和哈馬斯同意達成停戰和交換戰俘的提議，以結束以色列—哈馬斯戰爭。以色列—哈馬斯戰爭三階段停火方案由調解方埃及和卡塔爾於2024年5月5日草擬，並於5月6日獲得哈馬斯的認可。5月31日，美國總統祖·拜登向以色列提出該方案。而5月5日和5月31日的方案內容幾乎一致。該方案分三個階段進行，首先是為期6週的停火，釋放所有被關押在加沙的以色列人質，以換取一些巴勒斯坦被拘留者，接著是永久停火，以色列從加沙撤軍，以及一個為期3到5年的重建計畫。
該方案包括三個階段，每個階段為期42天。在第一階段，哈馬斯將釋放33名符合特定人道標準的以色列人質；如果沒有足夠符合這些標準的在世人質，哈馬斯將交還已故人質遺體。這些人道標準包括釋放所有剩餘的婦女、兒童、受傷者和老人。作為交換，每釋放一名以色列人，以色列將釋放30至50名巴勒斯坦人（從兒童和婦女開始）。在第一階段，以色列必須允許「足夠」的人道援助，允許流離失所的巴勒斯坦人返回家園，並開始逐步從加沙撤軍。在臨時停火期間，雙方將就永久停火展開談判。在第二階段，以色列將接受永久停火，哈馬斯應將放剩餘的在世男性人質，包括平民和士兵，以換取巴勒斯坦囚犯。在第三階段，哈馬斯將交還已故以色列人質的遺體。根據5月5日的方案，以色列將承諾解除對加沙地帶的封鎖，但這一承諾在5月31日的方案中未被提及。
6月10日，聯合國安全理事會通過第2735號決議支持該方案。同年6月底，以色列總理本雅明·內塔尼亞胡表示，以色列僅接受不包括結束加沙戰爭的部分停火。一方面，內塔尼亞胡政府被指責破壞停火談判。另一方面，美國高級官員約翰·柯比和安東尼·布林肯則指責哈馬斯阻礙談判進展，並導致人質交換和停火協議屢屢失敗。
該協議是在美國、埃及和卡塔爾的調解下達成的。CNN報導指出，前任拜登政府與現時的特朗普政府在談判中扮演同等重要的角色，其中拜登政府的中東談判代表布雷特·麥格克發揮關鍵作用。雙方基於在特朗普就職前達成解決方案的共識，展現出合作與妥協的意願。在協議達成之前，美國總統當勞·特朗普曾多次警告，如果在他於2025年1月20日就職前未能釋放包括7名美國公民在內的人質，將會「付出慘痛代價」。一名外交官向《華盛頓郵報》透露，特朗普曾向以色列方面施壓，要求接受該協議。以色列消息人士也指出，特朗普新政府重啟停火談判。協議達成後，特朗普表示，加沙將不再成為「恐怖分子的避風港」。
2025年1月15日，以色列与哈马斯达成停火协议，双方将分三阶段逐步实现永久停火。2025年1月17日，該協議獲得以色列安全內閣批准，隨後獲得以色列全體內閣批准，並由談判代表簽署。
2025年3月18日，以色列对加沙发动突然袭击。几小时后，内塔尼亚胡宣布以色列已“全面恢复对加沙哈马斯的战斗”，空袭“才刚刚开始”。

## 背景

### 初步停火和調解
在2023年哈馬斯襲擊以色列後，以色列隨即對哈馬斯宣戰。隨之，埃及和約旦開始協調行動以避免衝突升級。聯合國安全理事會在2023年10月提出停火的嘗試；以色列要求聯合國秘書長安東尼奧·古特雷斯辭職，因為他將以色列的報復行動稱為不公正的集體懲罰。在以色列入侵加沙地帶後，以色列總理本雅明·內塔尼亞胡拒絕停火，認為停戰等同於向哈馬斯和恐怖主義投降。美國國務卿安東尼·布林肯向其提出「人道停火」，但他表示停火將使哈馬斯有機會再次襲擊以色列。而一項相關停火協議幾乎在達成階段，但在以色列入侵加沙後遭放棄。
在2023年11月的新聞發佈會上，內塔尼亞胡表示，停火條件之一是歸還在襲擊中被劫持的以色列人質。沙特阿拉伯、約旦和埃及加大達成停火的努力；在阿拉伯—伊斯蘭聯合特別峰會上，伊朗和沙特阿拉伯共同呼籲停火。《華盛頓郵報》在11月18日報導，美國接近達成一項在卡塔爾多哈會談中起草的釋放人質和停止戰鬥的協議。11月22日，以色列和哈馬斯進行人質和囚犯交換，並實施四天的停火。據《華爾街日報》報導，美國總統拜登在恢復談判中起到關鍵作用。以色列和哈馬斯將停火延長兩天，並釋放更多的人質和被拘留者，但由於調解方卡塔爾無法解決條款上的分歧，以色列恢復攻勢。
根據美國國家安全會議戰略溝通協調官約翰·柯比的說法，美國政府開始敦促以色列和哈馬斯進行談判。2023年12月，美聯社報導埃及提出一項停火計劃，其計劃逐步釋放人質，並組建一個統一巴勒斯坦政府來管理加沙和約旦河西岸以色列佔領區，將控制權從哈馬斯手中轉移出去。幾天後，NPR報導一項修訂版方案，該方案刪除有關加沙和約旦河西岸以色列佔領區治理的內容。由於對聯合國援助監測問題的擔憂，聯合國安全理事會未能提出停火決議。據《紐約時報》報導，到2024年1月，一些以色列指揮官認為釋放人質只能通過外交手段來實現；以色列將領加迪·艾森科特公開表示，以色列應該「優先救出平民，而不是消滅敵人」。

### 進一步停火談判
2024年的1月，調解方埃及和卡塔爾提出多個方案，這些方案的時間跨度從幾週到幾個月。哈馬斯官員表示，如果能夠達成一個受歡迎且全面的停火協定，他們將釋放剩下的人質，這些人質估計有一百多人；但如果這意味著哈馬斯將繼續掌管加沙地帶，內塔尼亞胡則拒絕這樣的永久性停火。以色列官員提出一個建議，如果哈馬斯領導人同意流亡，他們將同意永久性停火，但這一提議遭到哈馬斯的反對。1月25日，美國宣佈中央情報局局長威廉·約瑟夫·伯恩斯將會見以色列、埃及和卡塔爾的官員。據美國方面透露，以色列提出一個為期六十天的停火方案。在隨後的討論中，官員們探討交換人質、強化巴勒斯坦權力機構，以及改善以色列與沙地阿拉伯關係以換取支持巴勒斯坦國建立。
巴黎會談結束後，哈馬斯政治領袖伊斯梅爾·哈尼亞表明，雖然該組織正在考慮達成協議，但他們仍然堅持以色列軍隊必須撤出加沙的立場，這一要求遭到內塔尼亞胡的拒絕。據阿克薩電視台報導指，哈馬斯一直在討論這項提議，直到2月4日，也就是美國國務卿安東尼·布林肯抵達沙地阿拉伯，試圖推動達成停火協議的那天。在與以色列無任所部長本尼·甘茨的會晤中，美國副總統賀錦麗呼籲雙方停火並釋放人質。但到3月7日，有關停火的討論似乎陷入僵局。《Axios》報導稱，在談判中，哈馬斯將讓巴勒斯坦人返回加沙北部作為優先事項。隨著齋戒月臨近，來自美國、埃及和卡塔爾的調解方加緊努力，希望能夠達成停火協議；3月8日，伯恩斯在約旦與摩薩德局長大衛·巴爾內亞會面，商討人質交換的可能性。對於哈馬斯提出的反建議，內塔尼亞胡斥之為「荒謬」，但他表示仍然願意繼續談判。
3月18日，以色列和哈馬斯自2023年12月以來首次展開談判。哈馬斯降低他們的要求，不再堅持達成一個永久性的停火協議。在面對聯合國為一場迫在眉睫的飢荒發出警告後，雙方加緊達成停火的談判。在聯合國安全理事會第2728號決議上，美國選擇棄權，該決議要求在拉齋戒月期間實施停火並無條件釋放人質，儘管這使得決議得以通過，但也引起與內塔尼亞胡的衝突。到3月26日，談判似乎已經停滯不前；以色列指責哈馬斯故意拖延談判，認為這是受到美國對第2728號決議棄權的影響。伯恩斯、阿聯酋總統穆罕默德·本·拉希德·阿勒馬克圖姆、巴爾內亞和埃及官員在多哈進行會談，討論一項包括增加釋放巴勒斯坦囚犯數量的方案。

### 援助車隊遇襲與美國政策變化
2024年4月1日，以色列對世界中央廚房援助車隊的襲擊中，7名義工喪生。拜登譴責這次襲擊，認為以色列「未能充分保護平民」。在襲擊發生三天後的通話中，拜登告訴內塔尼亞胡需要「立即停火」，並警告如果以色列不遵守他的要求，美國可能會改變對戰爭的政策。拜登還呼籲埃及和卡塔爾對哈馬斯施壓，以達成臨時停火並釋放人質。4月7日，以色列從汗尤尼斯撤出第98傘兵師，大幅減少在加沙南部的軍事存在。根據以色列國防部長約阿夫·加蘭特的說法，此次撤軍是為重新分配資源，以準備拉法攻勢。

## 核准

### 2024年4月：初部討論

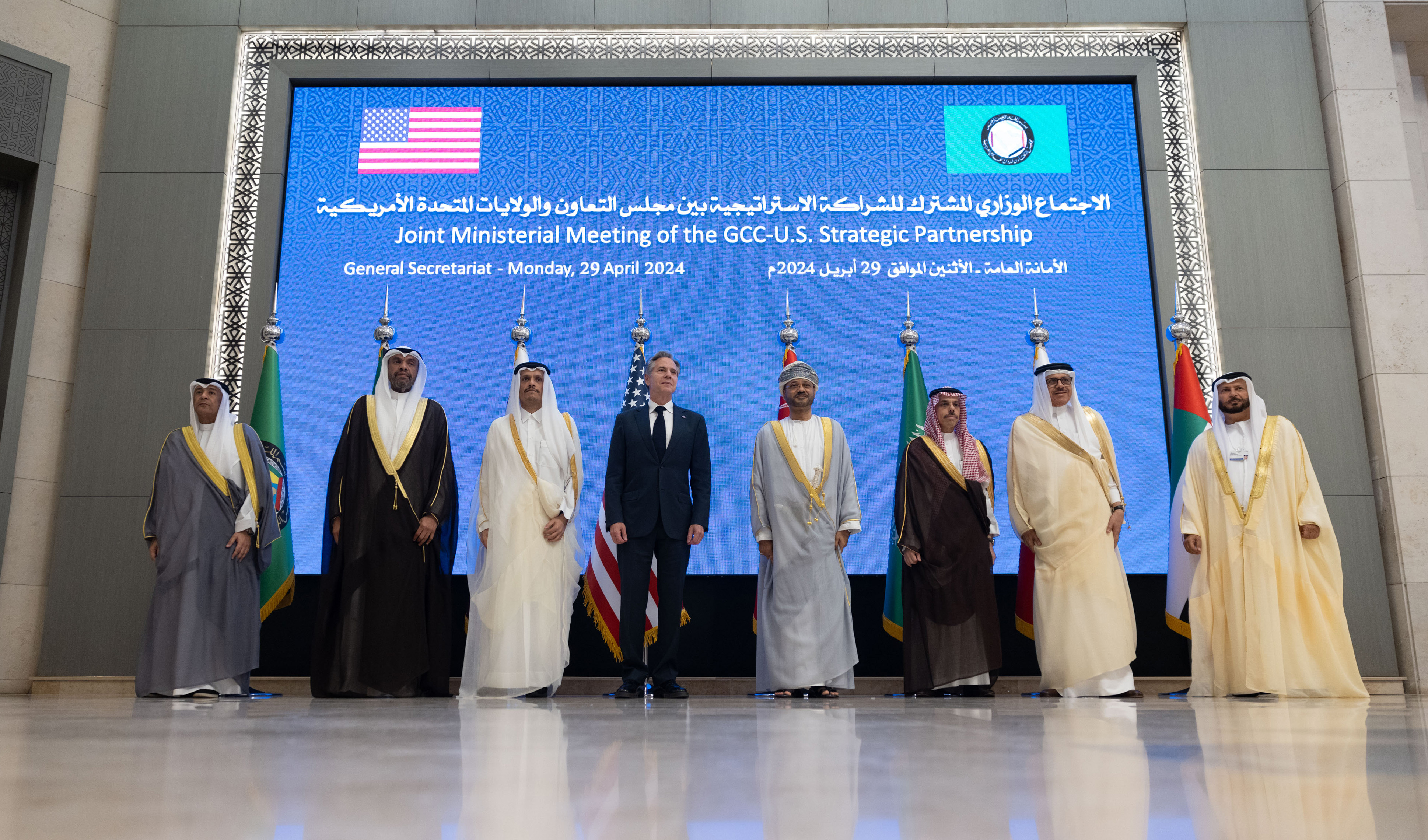
美國國務卿安東尼·布林肯和海灣合作委員會成員國的外長們於2024年4月19日在沙地阿拉伯利雅得會面。

2024年4月8日，美國中央情報局的局長伯恩斯提出一個交換條件，向摩薩德局長巴爾內亞、卡塔爾首相穆罕默德·本·阿卜杜勒拉赫曼·阿勒薩尼以及埃及情報總局局長阿巴斯·卡邁勒，建議釋放40名人質來換取6週的暫時停火。然而，哈馬斯發言人巴森·納伊姆拒絕這項提議，批評它比先前的提案還要差。阿聯酋總統也公開對卡塔爾作為調解方的角色表示懷疑，他指出在這過程中受到侮辱，並指控卡塔爾「為了一己之私的政治利益而甘心被利用」。此外，在小布殊總統中心的一次演講中，伯恩斯指控哈馬斯拒絕他提出的協議之後「阻撓加沙地區無辜平民獲得人道援助的機會」。
4月27日，哈馬斯接收到來自以色列的停火方案。據《Axios》報導指，這份協定提及在首批人質被釋放後，加沙地區將會迎來「持久和平」。以色列無任所部長本尼·甘茨說，如果哈馬斯能夠確保釋放人質，以色列可能會中止原計劃對拉法地區的軍事行動。兩天之後，以色列似乎準備好接受最初釋放33名人質的條件，同時美國總統拜登再次呼籲哈馬斯支持以色列向埃及和卡塔爾提出的停火提議。

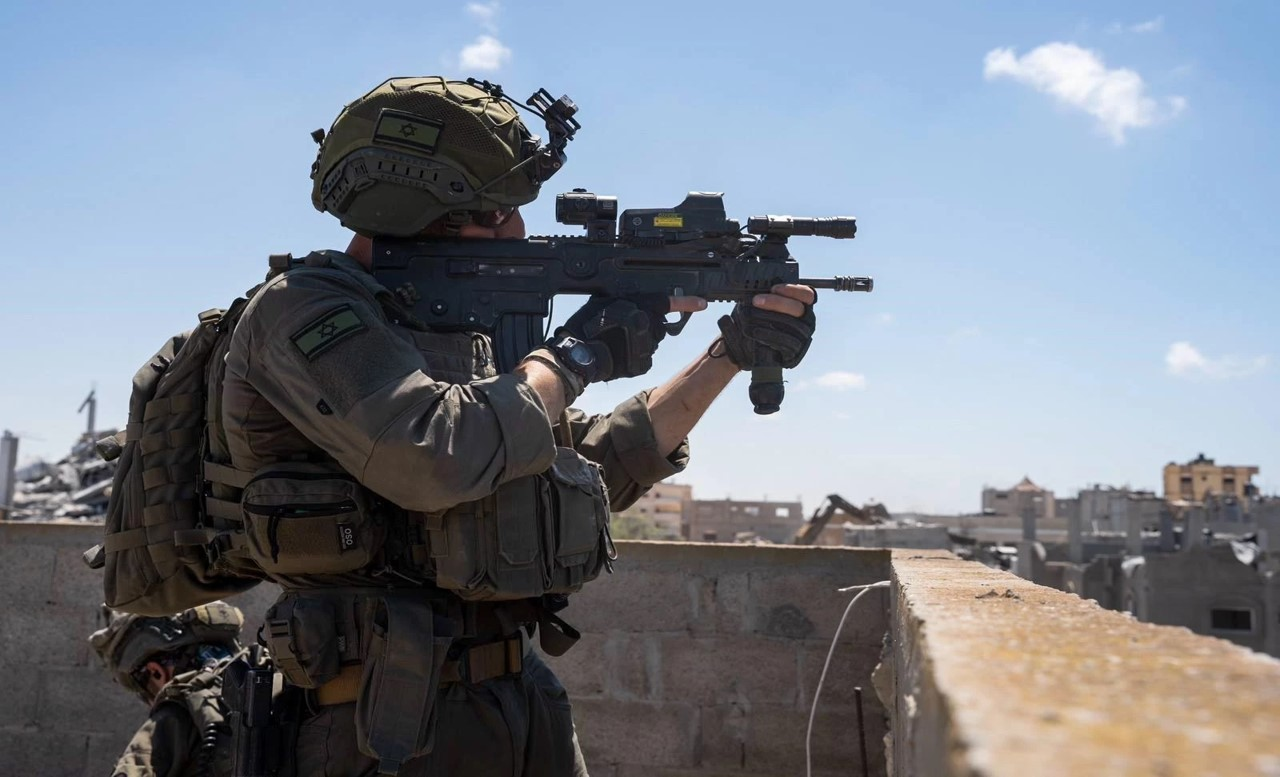
派駐拉法的以軍部隊。內塔尼亞胡表示，針對該地區的拉法攻勢不論「有或沒有協議」都勢在必行。

美國國務卿布林肯則出現在沙地阿拉伯利雅德，試圖爭取海灣合作委員會成員國對停火的支持。而以色列總理內塔尼亞胡則表示「在達成所有目標之前停止戰爭的想法是不可能的」，誓言不論是否達成停火協議，他都會發動拉法攻勢。哈馬斯在5月1日拒絕以色列的方案。據《紐約時報》報導，以色列提議允許巴勒斯坦人返回加沙北部。

### 2024年5月：埃及—卡塔爾方案

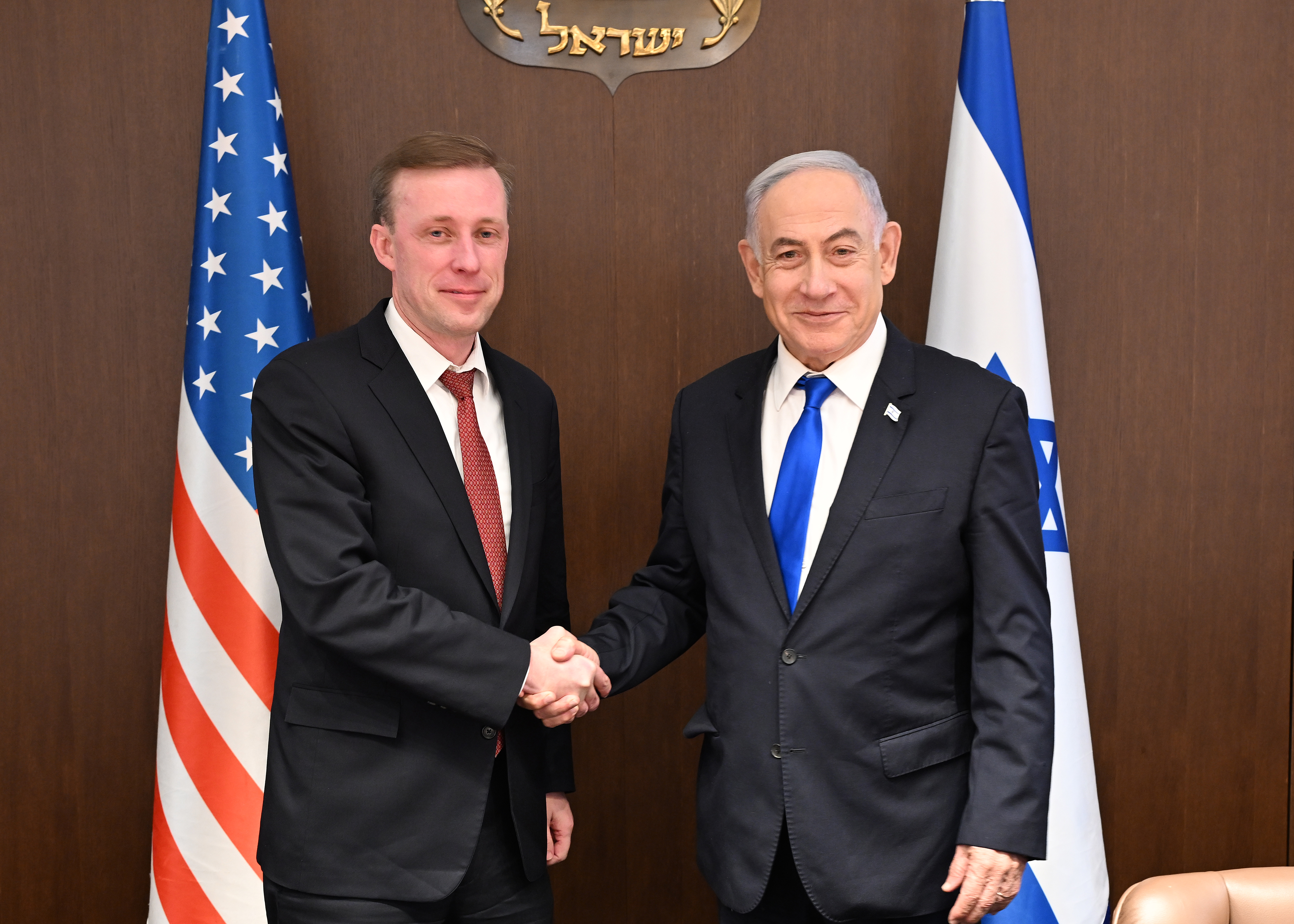
2024年5月19日，美國國家安全顧問傑克·沙利文與本雅明·内塔尼亚胡會面。

哈馬斯領袖哈尼耶於5月2日在Telegram上表示，該組織以「積極的態度」看待這項提議，並計劃派遣代表前往埃及。但哈馬斯在同日提出他們不同意以色列提議中的其中三點。據《紐約時報》獲得的一則短信，顯示前哈馬斯軍事領袖胡薩姆·巴德蘭在兩天後寫道，該組織的代表以「非常積極」的態度對待以色列的提議。在5月4日和5日，談判在開羅舉行，由埃及、卡塔爾、哈馬斯和由中央情報局局長威廉·伯恩斯率領的美國代表團出席。儘管哈馬斯也派出了代表團，但美方並不直接與哈馬斯交談，而是通過中介傳遞他們的建議
。內塔尼亞胡決定不派遣以色列代表團。
5月5日，討論因所謂的停火期限「危機」而陷入僵局；哈馬斯要求永久停火，內塔尼亞胡只願意暫時停火。上一次的談判失敗是因為哈馬斯尋求永久結束戰爭，而以色列只同意暫時停火。埃及和卡塔爾試圖通過將停火分為三個階段來彌合這一分歧，其中對「持久和平」的談判只在第二階段進行。「持久和平」這個字眼由美方精心設計，以便以色列不必在初期就承諾永久停火。美國官員希望最初的42天停火能夠導向「更持久」的方向。 5月6日，拜登的顧問約翰·柯比確認，中央情報局局長伯恩斯在這一提案的談判中發揮關鍵作用。
在5月4日，埃及和卡塔爾提出三階段停火方案。這一提案在5月5日被哈馬斯接受。內塔尼亞胡表示該提案與以色列的要求相距甚遠，但承諾將繼續談判。以色列和巴勒斯坦談判團隊前往開羅進行進一步討論。巴勒斯坦團隊包括哈馬斯、巴勒斯坦伊斯蘭聖戰組織和人民陣線。哈馬斯表示，它致力遵守其在5月5日接受的協議，但不會接受對該協議的任何修改。5月9日，巴勒斯坦和以色列的談判團隊，以及伯恩斯，均在未達成協議的情況下離開了開羅。

### 2024年5月至6月：以色列方案與聯合國安理會決議

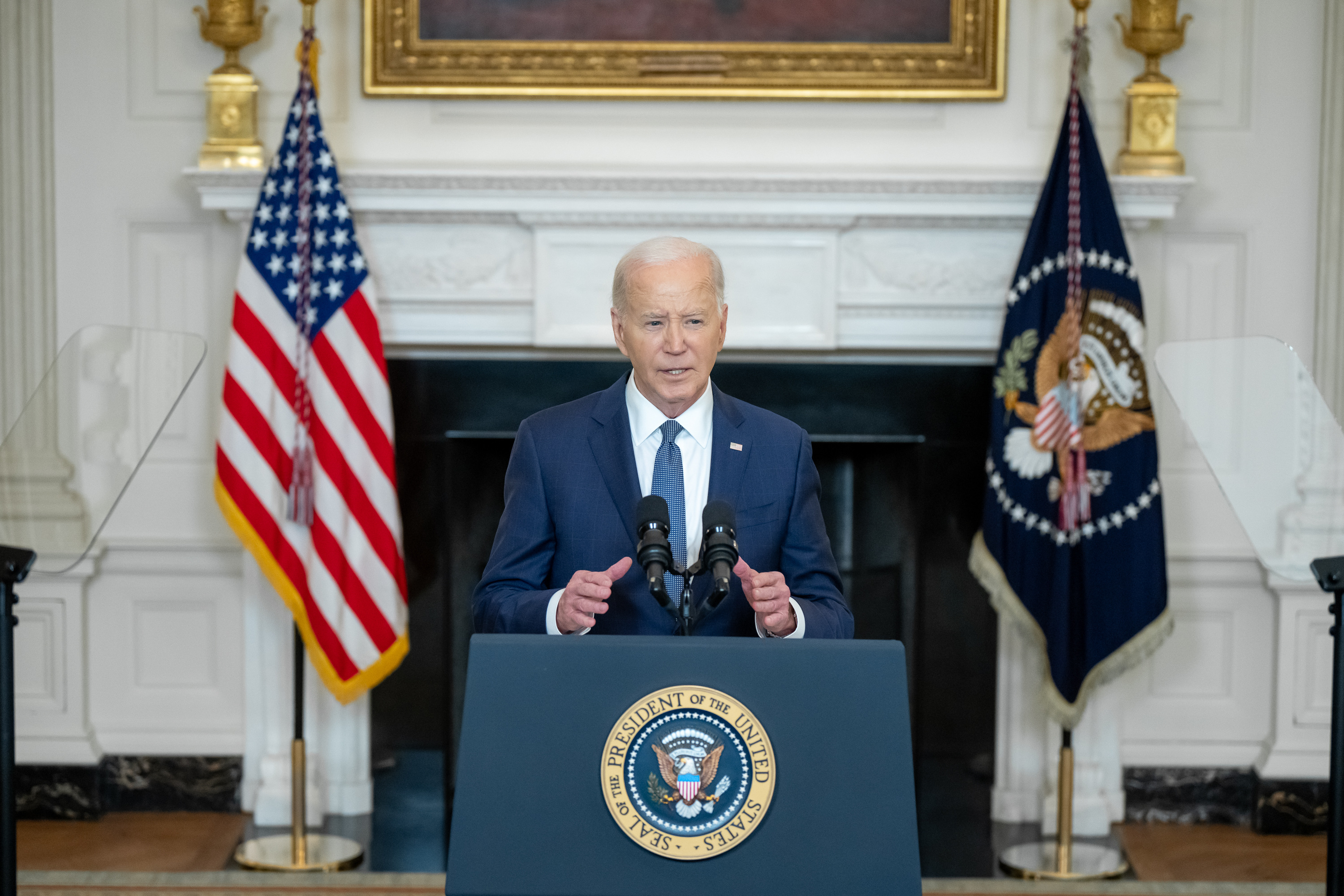
在2024年5月，美國總統拜登宣佈一項停火方案，該方案與由埃及和卡塔爾的調解人起草、並於當月早些時候得到哈馬斯認可的方案相符。

2024年5月31日，拜登在白宮國宴廳宣佈並支持以色列戰時內閣起草的方案。根據半島電視台的報導，以色列的方案幾乎與埃及—卡塔爾方案相同。美國通過卡塔爾將這一方案傳達給哈馬斯。布林肯與埃及、卡塔爾和阿聯酋的官員進行對話，以爭取支持該方案。美國、埃及和卡塔爾於6月1日發表聯合聲明，敦促以色列和哈馬斯儘快達成協議。據《華爾街日報》報導指，哈馬斯領袖葉海亞·辛瓦爾的目標是確保該組織的長期存續，這與以色列想要擊敗哈馬斯的目標相衝突。美國國家安全委員會發言人約翰·柯比表示，如果哈馬斯接受該協議，以色列將會同意這一方案。
根據美國官員的說法，內塔尼亞胡因擔心失去總理職位，拒絕支持停火和釋放人質。哈馬斯表示願意考慮包括以色列撤軍、永久停火、巴勒斯坦人回歸以及換囚計劃的方案。6月1日，內塔尼亞胡表示，戰爭不會結束，直到哈馬斯在軍事和行動上被擊敗，並稱永久停火「不可行」。6月2日，內塔尼亞胡的助理表示，以色列同意拜登的三階段停火方案，但認為這「不是一個好交易」。
6月10日，聯合國安全理事會第2735號決議獲通過，支持5月31日方案，並指出以色列已經接受該方案，呼籲哈馬斯也接受該協議。6月11日，哈馬斯和巴勒斯坦伊斯蘭聖戰運動對決議作出回應，提出修改意見，包含永久停火和撤軍的時間表。同一天，以色列總理辦公室表示，「聲稱以色列同意在達成所有目標之前結束戰爭是完全的謊言。」美國回應巴勒斯坦方面的修正案，稱其不可行。

### 2024年7月至2025年1月：費城走廊
7月，內塔尼亞胡宣佈，以色列將繼續佔領費城走廊，這條走廊是加沙地帶與埃及的邊界。這一新要求與拜登5月提出的計劃相矛盾。5月的計劃設想在第二階段以色列將從整個加沙地帶撤出；當時以色列尚未佔領這條走廊。哈馬斯拒絕內塔尼亞胡的要求，敦促以色列「遵守既定的停火計劃」。
包括哈馬斯在內的巴勒斯坦人認為，佔領走廊的要求預示著長期軍事佔領的開始，也意味著以色列定居者可能重返加沙。的確，以色列內閣成員在加沙公開表示，他們希望以色列人重新在此定居。內塔尼亞胡表示，佔領走廊是為了防止武器走私。然而，其他人則認為這一要求毫無意義，更多是內塔尼亞胡為了維持政治權力的手段。國防部長約阿夫·加蘭特強調，以色列軍隊可在8小時內隨時重新佔領該走廊。另有以色列將軍警告，長期駐紮士兵在那裡將極其危險。
除巴勒斯坦人外，埃及也強烈反對以色列永久佔領費城走廊，但表示可以接受以色列分階段撤出。埃及認為，以色列在該走廊的存在違反1979年《埃以和約》，該條約僅允許雙方在邊境區域部署少量士兵。在8月的一個時刻，埃及甚至拒絕向哈馬斯傳達以色列的提議，認為該提議不可接受。
此外，以色列軍隊在加沙市的持續行動進一步複雜化了局勢，談判者警告這可能對談判帶來「災難性影響」。
根據2024年9月初《國土報》報導指，一位匿名的內塔尼亞胡聯盟夥伴表示，以色列總理幾週前已決定不希望達成停火協議。以色列第12頻道報導指出，內塔尼亞胡曾「不遺餘力」地阻止達成停火協議。《新消息報》則報導指，內塔尼亞胡在2024年7月增加多項臨時要求，破壞人質停火協議。美國當局在2024年9月中旬私下承認，拜登政府無法在任期內談成停火協議。據未具名的美國官員透露，拜登認為內塔尼亞胡不想要停火，延長衝突是為了幫助自己和特朗普的政治利益。
2024年11月，以色列財政部長比撒列·斯莫特里赫表示：「我預計，政治和解將在年底前達成」。有以色列高級官員建議，政府並非在尋求人質交換協議，而是計劃併吞加沙地帶的大部分地區。2024年10月，美國官員稱他們相信辛瓦爾不再有興趣與以色列達成停火協議。官員們表示，隨著戰爭的進展，辛瓦爾變得「不妥協」且「宿命論」，希望將衝突擴大成涉及伊朗的更大區域性衝突。隨著特朗普在2024年11月當選美國總統，新任總統被報導正在努力在2025年1月20日就職前達成停火和人質釋放協議。特朗普還公開威脅哈馬斯，如不釋放人質將面臨未具體說明的報復。
12月17日，有報導稱內塔尼亞胡決定前往開羅，推動停火協議。次日，雙方分歧縮小的消息傳出。2025年1月13日，報導稱各方已達成協議的最終草案。

## 階段
該方案分為三個階段，每個階段為期42天（6週）。其目的是釋放所有以色列俘虜——無論是平民還是軍人，無論是活著還是已故；釋放若干巴勒斯坦囚犯；實現「持久和平」；並終止以色列對加沙地帶的佔領與封鎖。

### 第一階段
在此階段，哈馬斯將會釋放33名被扣押的以色列人。釋放行動將從所有在世的以色列未成年兒童（19歲以下）、平民婦女、年長者（50歲以上）以及女兵開始。以色列方面，將會釋放30名巴勒斯坦兒童和婦女作為交換，對應每一名被釋放的以色列平民。如果存活的兒童、婦女、老人和女兵的總數不足33人，哈馬斯將交還相應數量的以色列人遺體以補足數量。
以色列需確保允許大量的人道援助物資進入加沙地帶，即每日600輛卡車的援助物資，其中一半將運往北部。其中包括50輛運送燃料的卡車，這些燃料不僅用於發電廠的運作，還包括用於加沙地帶各區域醫院、衛生中心及麵包店的瓦礫清理、修復和設備運營。
在進行俘虜交換的同時，被迫流離失所的巴勒斯坦平民將被允許重返加沙的家園，而以色列也將逐步撤離加沙地帶的某些區域（但不是全部）。此外，以色列將在每天的特定10至12小時內停止軍事飛行活動。
第一階段停火於2025年3月1日到期後，以色列提議將休戰期延長至齋戒月和逾越節之間。但這個提議遭到哈馬斯的拒絕，坚持要求推动第二階段停火。隨後以色列决定停止讓人道主义援助进入加沙地带。3月15日，以军轰炸加沙走廊北部。造成包括记者在内的九人死亡。哈马斯指責以军对加沙的轰炸是对1月19日以来实施的加沙停火协议的破坏。3月18日，以色列军方又大規模空襲加沙地帶，造成至少350人死亡。

### 第二階段
在此階段，哈馬斯將會釋放包括平民和軍人在內的所有在世的以色列男性。以色列方面，將根據雙方協議釋放一定數量的巴勒斯坦囚犯。交換囚犯的條件是雙方同意並宣佈「持久和平」，且以色列軍隊將完全撤離加沙地帶。

### 第三階段
在此階段，哈馬斯將交還所有已故以色列人質的遺體，以此換取以色列交還其所持有的巴勒斯坦人遺體。隨後，以色列將解除對加沙地帶的封鎖，而哈馬斯則承諾不會再次擴充其軍事力量。

### 監督及擔保人
按照該方案，加沙地帶的各項行動將在埃及、卡塔爾和聯合國的監督下進行。
該方案及其相關條款將得到卡塔爾、埃及、美國和聯合國的擔保。哈馬斯方面聲稱，他們已獲得埃及和拜登的承諾，後者將確保該方案得以執行。

## 2024年反應

### 以色列
在以色列，被哈馬斯綁架的以色列人質家屬呼籲美國向內塔尼亞胡施壓，接受埃及—卡塔爾方案。特拉維夫和耶路撒冷爆發抗議活動。抗議者封鎖特拉維夫的阿亞隆高速公路，要求政府達成協議以確保以色列人質的釋放。
以色列國家安全局局長伊塔馬爾·本-格維爾和以色列財政部部長比撒列·斯莫特里赫威脅如果以色列在摧毀哈馬斯之前同意戰時內閣的提議，他們將辭職。反對派領袖亞伊爾·拉皮德表示，如果簽署該方案，他將支持政府。次日，數千人在特拉維夫聚集，支持該方案並批評內塔尼亞胡。作為內塔尼亞胡最大的聯合夥伴，極端正統猶太教政黨沙斯黨表示將全力支持該方案。
2025年1月16日，即宣佈停火的第二天，以軍對加沙走廊發動空襲，造成86人死亡、250多名巴勒斯坦人受傷。

### 巴勒斯坦
在哈馬斯接受方案後，人群聚集在加沙地帶的拉法慶祝。巴勒斯坦總統馬哈茂德·阿巴斯表示支持該方案。加沙平民也表示支持該方案。
據路透社報導指，高級哈馬斯官員對以色列是否真心達成協議表示懷疑。

### 美國
該方案由親以色列代表美國眾議員布拉德·施內德和斯坦利·霍耶以及批評以色列代表美國參議員彼得·韋爾奇和眾議員格雷格·卡薩爾共同簽署。美國參議院政黨領袖查克·舒默支持該方案。該方案遭參議員林賽·格雷厄姆的反對，他認為擊敗哈馬斯是沒有商量餘地。眾議員邁克·沃爾茨認為與以色列的冗長討論只會壯大哈馬斯。眾議員瑪喬麗·泰勒·格林將該計劃稱為「哈馬斯優先」。

### 國際
土耳其總統雷傑普·塔伊普·埃爾多安歡迎哈馬斯接受埃及—卡塔爾方案，並希望以色列也能接受。法國總統埃馬紐埃爾·馬克龍敦促內塔尼亞胡與哈馬斯達成停火和人質協議。阿聯酋外交部部長哈利法·本·扎耶德·阿勒納哈揚支持埃及—卡塔爾的調解，並希望該方案能結束戰爭和巴勒斯坦人的苦難。
法國總統馬克龍、加拿大總理賈斯汀·特魯多、歐盟委員會主席烏爾蘇拉·馮德萊恩以及英國和德國的外交官都支持以色列的方案。
2024年7月31日，埃及外交部表示，哈馬斯領導人伊斯梅爾·哈尼亞遇刺案顯示以色列沒有停火的政治意願。卡塔爾首相穆罕默德·本·阿卜杜勒拉赫曼·阿勒薩尼問道：「當一方暗殺另一方談判代表時，調解如何能成功？」

## 2025年協議與反應
2025年1月17日，以色列與哈馬斯達成停火協議。1月19日停火協議正式生效。

### 以色列
在總理內塔尼亞胡、國防部長卡茨和財政部長斯莫特里赫會議後，斯莫特里赫發佈影片，表示他的主要目標是「實現戰爭的所有目標」。隨後他表示，該協議對以色列的國家安全「糟糕且危險」。總統赫爾佐格在電視演講中宣佈停火，稱其為「為以色列人質回國所需的必要措施」。
數百名以色列抗議者聚集在特拉維夫的以色列軍事總部外，要求全面執行停火協議。

### 巴勒斯坦
哈馬斯政治局成員伊扎特·里舍克表示，停火符合哈馬斯的條件，並補充說「佔領者已被迫屈服」。哈馬斯官員哈利勒·哈亞感謝中東各地支持巴勒斯坦人的親伊朗民兵，包括也門的胡塞武裝和黎巴嫩的真主黨，他還感謝卡塔爾和埃及幫助達成停火協議表示感謝，並感謝土耳其、南非和馬來西亞對巴勒斯坦人的幫助以及世界各地抗議者的聲援，打破對加沙暴行的「沉默」。
巴勒斯坦伊斯蘭聖戰組織慶祝停火，稱這份「光榮的」停火協議是巴勒斯坦人「傳奇般的堅韌」的結果，並表示將保持活躍和警覺，以確保協議的全面執行。
巴勒斯坦解放陣線慶祝停火，聲稱「加沙擊敗了種族滅絕」。
巴勒斯坦國家倡議秘書長穆斯塔法·巴爾古蒂表示，停火是一個「解脫的時刻」，但也警告加沙人民，停火生效前的三天內，可能會面臨加強的轟炸。
2025年1月15日，停火協議消息傳出後，加沙地帶的巴勒斯坦人紛紛慶祝，包括代爾拜萊赫的舒哈達阿克薩醫院。

### 國際

#### 國家
美國當選總統特朗普在Truth Social平台上公開確認達成人質交換協議。在美國參議院的確認聽證會上，參議員吉姆·里施宣佈馬可·魯比奧為國務卿，雙方已同意停火。參議員伯尼·桑德斯對停火表示歡迎，並進一步強調，雙方的戰爭罪行應受到追究。副總統賀錦麗讚揚總統拜登的領導力促成停火，並感謝埃及和卡塔爾的領導人。她還表示：「我們永遠不會忘記10月7日哈馬斯恐怖襲擊奪走的生命，也不會忘記在隨後的戰爭中無數無辜者所遭受的苦難。」
卡塔爾首相穆罕默德·本·阿卜杜拉赫曼·阿勒薩尼將停火視為國際社會應努力維持持久和平的「起點」。他強調包括白宮國家安全委員會中東和北非協調員布雷特·麥格克和美國當選總統的中東特使史蒂夫·威特科夫在內各方在推進談判中發揮的重要作用。卡塔爾外交部發言人馬吉德·安薩里表示，雙方同意停火將於1月19日生效，並表示「我們希望協議能夠堅持下去」。
埃及前助理外長侯賽因·哈里迪表示，該協議將打開加沙地帶南部的拉法口岸。
英國首相施紀賢對該協議表示支持，強調這將結束「由哈馬斯的殘暴恐怖分子引發的衝突，這是自大屠殺以來針對猶太人的最致命屠殺」。他補充說：「那些在當天被殘酷地從家中掠奪並被關押在無法想像的條件下的人質，現在終於可以回到他們的家人身邊了」。此外，他強調了記住「那些無法回家的人——包括被哈馬斯殺害的英國人」的重要性。「我們將繼續哀悼並記住他們」。他還表示，希望停火能幫助加沙的無辜巴勒斯坦人，並「允許急需的巨量人道援助，以結束加沙的苦難」。
沙地阿拉伯外交部表示，卡塔爾、埃及和美國在達成協議中的角色具有價值，並表示應解決衝突的根本原因，並在1967年邊界內建立一個以東耶路撒冷為首都的巴勒斯坦國。
也門的胡塞發言人穆罕默德·阿卜杜勒·薩拉姆表示，巴勒斯坦問題仍然是首要問題，他還在X／Twitter上進一步表示：「以色列入侵加沙讓我們的人民別無選擇，只能支持，承擔對受壓迫人民的責任」。

#### 組織
保護記者委員會呼籲以色列、巴勒斯坦和埃及當局允許國際記者進入，以「獨立調查廣泛記錄的針對記者的蓄意攻擊」。
世界衛生組織總幹事譚德塞歡迎停火，表示「和平是最好的藥方」，因為加沙的醫療需求仍然「巨大」。
世界糧食計劃署署長辛迪·麥凱恩呼籲提供資源、進入通道和保護，讓其團隊能夠加大對加沙的援助力度，並對停火表示歡迎。
國際特赦組織秘書長阿涅斯·卡拉馬爾表示，雖然停火協議可能為巴勒斯坦人帶來「一絲希望」，但這「來得太遲」，她還譴責國際社會未能對以色列施壓，要求其履行法律義務，讓人道援助進入加沙。
美國伊斯蘭關係委員會主任尼哈德·阿瓦德讚揚當選總統特朗普推動停火，並批評拜登在一年前未能達成停火。
國際紅十字會主席米里亞娜·斯波利亞里茨·埃格表示，該組織已準備協助實施停火協議，促進人質和囚犯的釋放，並準備大幅提升對加沙的人道援助。

## 評論
半島電視台英語頻道的高級政治分析師馬爾萬·比沙拉表示，方案的停火策略「模糊不清」，但「以色列總理自己說過，以色列不會停止戰爭，直至摧毀哈馬斯……所以，儘管華盛頓每個人都試圖把這說成是有分歧和爭議，但實際上並沒有。事情很簡單：內塔尼亞胡不想結束戰爭。」
評論員亞當·沙茨在《外交世界報》撰文稱，以色列利用美國推動和平進程的機會暗殺伊斯梅爾·哈尼亞和哈桑·納斯魯拉，並寫道：「內塔尼亞胡幫助美國人起草了一項他無意遵守的停火提案，同時密謀殺害要與之達成停火協議的阿拉伯領導人。」